# Équipe cycliste IAM Excelsior
Ne doit pas être confondu avec IAM Cycling.
L'équipe cycliste IAM Excelsior est une équipe de cyclisme sur route professionnelle Suisse. L'équipe est créée en 2018 à la suite de l'association entre IAM Cycling et le Vélo-Club Excelsior Martigny. Elle évolue au niveau Continental UCI en 2019, mais disparait à l'issue de la saison.

## Principales victoires

### Courses d'un jour
- Flèche ardennaise : 2019 (Simon Pellaud)

### Courses par étapes
- Tour de la Mirabelle : 2019 (Simon Pellaud)

## IAM Excelsior en 2019
| Cycliste          | Date de naissance | Nationalité | Équipe 2018                   |
| ----------------- | ----------------- | ----------- | ----------------------------- |
| Remi Capron       | 18/07/2000        | France      |                               |
| Giacomo Ballabio  | 10/01/1998        | Italie      | IAM Excelsior                 |
| Samuele Zoccarato | 09/01/1998        | Italie      | General Store Bottoli Zardini |
| Thomas Clapasson  | 20/04/1999        | Suisse      |                               |
| Antoine Debons    | 17/02/1998        | Suisse      |                               |
| Quentin Guex      | 23/09/1996        | Suisse      |                               |
| Scott Quincey     | 17/06/1999        | Suisse      |                               |
| Anthony Rappo     | 25/07/1995        | Suisse      |                               |
| Martin Schäppi    | 12/12/1996        | Suisse      | IAM Excelsior                 |
| Joab Schneiter    | 06/08/1998        | Suisse      | IAM Excelsior                 |
| Dylan Page        | 05/11/1993        | Suisse      | Sapura Cycling                |
| Simon Pellaud     | 06/11/1992        | Suisse      | Illuminate                    |
| Fabian Lienhard   | 03/09/1993        | Suisse      | Holowesko-Citadel             |
| Corey Davis       | 11/10/1992        | États-Unis  | Cyclus Sport                  |